# Национални музеј природне историје у Вашингтону
Национални музеј природне историје је музеј природне историје којим управља Смитсонијан институт, а налази се у Вашингтону, у Сједињеним Америчким Државама. Улаз је бесплатан и отворен је 364 дана у години. Са 4,4 милиона посетилаца у 2023. години, био је трећи најпосећенији музеј у Сједињеним Државама.
Отворен 1910. године, музеј је био једна од првих Смитсонијанових зграда изграђених искључиво за смештај националних колекција и истраживачких објеката. Главна зграда има укупну површину од 140.000 м2 са 30.200 м2 изложбеног и јавног простора, са преко 1.000 запослених.
Музејске збирке садрже преко 146 милиона примерака биљака, животиња, фосила, минерала, стена, метеорита, људских остатака и људских културних артефаката, што је највећа колекција природне историје на свету. Запослено је 185 професионалних научника природне историје — највећа група научника посвећених проучавању природне и културне историје у свету.

## Историја

### 1846–1911
Национални музеј Сједињених Држава основан је 1846. године као део Смитсонијан института. Музеј је првобитно био смештен у згради Смитсонијан институције, која је данас познатија као Смитсонијан замак. Званична изложбена сала отворена је 1858. године. Растућа колекција довела је до изградње нове зграде, зграде Националног музеја (данас познате као Зграда уметности и индустрије). Обухватајући тада огромних 9.100 м2 изграђена је за само 15 месеци. Отворена је у марту 1881.
Конгрес је одобрио изградњу нове зграде 28. јуна 1902. године. 29. јануара 1903. године, посебан одбор састављен од чланова Конгреса и представника одбора регената Смитсонијана објавио је извештај у којем је затражио од Конгреса да финансира много већу структуру него што је првобитно планирано. Регенти су почели да разматрају локације за нову зграду у марту и до 12. априла су се одлучили за локацију на северној страни улице Б, између 9. и 12. улице. За пројектовање објекта изабрана је архитектонска фирма Хорнбловер и Маршал из Вашингтона. Тестирање земљишта за темеље заказано је за јул 1903. године, а очекивало се да ће изградња трајати три године.
Зграда Природњачког музеја (како је Национални музеј природне историје првобитно био познат) отворила је своја врата за јавност 17. марта 1910. године, како би се Смитсонијан институцији обезбедило више простора за колекције и истраживање. Зграда није била потпуно завршена до јуна 1911. Структура је коштала 3,5 милиона долара (око 85 милиона долара прилагођено инфлацији 2012. године). Зграда у неокласичном стилу била је прва грађевина изграђена на северној страни Националног мола као део плана Макмиланове комисије из 1901. године. Поред Смитсонијанове природњачке колекције, у њој су се налазиле и колекције америчке историје, уметности и културе.

### 1981–2003
Између 1981. и 2003. године, Национални музеј природне историје имао је 11 сталних и вршилаца дужности директора, између осталих: Ричард С. Фиск (1980-1985); Џејмс К. Тајлер (1985. и 1988); и Роберт С. Хофман (1985-1988).
Френк Талбот, ихтиолог и бивши директор Аустралијског музеја и Калифорнијске академије наука, био је директор од 1989. до 1994. године. Био је први (и до 2024. године једини) Аустралијанац који је икада именован на ову функцију.
Два вршиоца дужности директора (Доналд Џ. Ортнер, 1994–1996, и Дејвид Л. Посон 1996. године) служила су пре него што је Роберт В. Фри именован за директора музеја 1996. године. Једна од највећих донација у историји Смитсонијана дата је током Фријевог мандата. Кенет Е. Беринг је 1997. године донирао 20 милиона долара за модернизацију музеја. Фри је поднео оставку 2001. године након што се није сложио са руководством Смитсонијана око реорганизације научних истраживачких програма музеја.
Џ. Денис О’Конор, проректор Смитсонијан института (где је надгледао све научне и истраживачке програме), именован је за вршиоца дужности директора музеја 25. јула 2001. године. Осам месеци касније, О'Конор је поднео оставку да би постао потпредседник за истраживање и декан постдипломских студија на Универзитету у Мериленду. Даглас Ервин, палеонтолог у Националном музеју природне историје, именован је за привременог директора у јуну 2002. године.

### 2003–2007
У јануару 2003. године, Смитсонијан је објавио да је Кристијан Сампер, Колумбијац, доктор наука са Универзитета Харвард, постао стални директор музеја 31. марта 2003. Сампер (који има двојно држављанство, Колумбија и САД) је основао Институт за истраживање биолошких ресурса Александра фон Хумболта и водио је Смитсонијанов институт за тропска истраживања након 2001. године. Под Самперовим руководством, музеј је отворио Берингову дворану сисара у новембру 2003. године, добио је 60 милиона долара 2004. године за Сантову дворану океана, и добио је поклон од милион долара од компаније Тифани за куповину драгог камења за Националну колекцију драгуља.

### 2007–2012
Дана 27. марта 2007. године, Сампер је именован за вршиоца дужности секретара Смитсонијана. Пол Г. Рисер, бивши ректор Универзитета у Оклахоми, именован је за вршиоца дужности директора Природњачког музеја 29. марта.
Рисер је поднео оставку на место вршиоца дужности директора музеја 22. јануара 2008. године, како би се вратио на своју позицију на Универзитету у Оклахоми. Шест недеља касније, регенти Смитсонијана изабрали су председника Технолошког универзитета Џорџије, Г. Вејна Клафа, за новог секретара. Сампер је поднео оставку да би се вратио на позицију директора Националног музеја природне историје.
У јуну 2008. године, породица Викторије и Роџера Санта донирала је 15 милиона долара за изградњу нове дворане океана у музеју. Музеј је прославио 50. годишњицу од откупа Хоуповог дијаманта у августу 2009. године тако што је драгом камену дао сопствену изложбу и ново постављање. У марту 2010. године, музеј је отворио своју салу о људској еволуцији.
У јануару 2012. године, Сампер је рекао да напушта Национални музеј природне историје како би постао председник и главни извршни директор Друштва за заштиту дивљих животиња. Два месеца касније, музеј је објавио да је добио поклон од 35 милиона долара за реновирање своје сале са диносаурусима, а месец дана касније породица Сант је донирала још 10 милиона долара како би финансирала место директора. Кирк Џонсон, потпредседник за истраживање и колекције у Музеју природе и науке у Денверу, именован је за Самперовог наследника 25. јула 2012. године. До 2013. године Џонсон је надгледао музеј са 460 запослених и буџетом од 68 милиона долара.

## Истраживање и колекције
Истраживања у музеју су подељена у седам одељења: антропологија, ботаника, ентомологија, зоологија бескичмењака, минералне науке, палеобиологија, зоологија кичмењака.
Национални музеј природне историје представља 90% колекција Смитсонијан института и чини једну од највећих и најопсежнијих колекција природне историје на свету. Смитсонијан наводи приближан број артефаката и узорака од 146 милиона. Колекције обухватају 30 милиона инсеката, 4,5 милиона биљака сачуваних у хербаријуму музеја и 7 милиона риба смештених у теглама напуњеним течношћу. Национална колекција водоземаца и гмизаваца се више него утростручила, од 190.000 записа о примерцима 1970. године на преко 580.000 записа о примерцима у 2020. години. Од 2 милиона културних артефаката, 400.000 су фотографије које се налазе у Националном антрополошком архиву. Кроз програме позајмице и размене, могуће је приступити музејским збиркама. Као резултат тога, 3,5 милиона примерака се сваке године позајмљује. Остале колекције које нису изложене чувају се у нејавним истраживачким просторијама музеја и у Музејском центру за подршку, који се налази у Сутленду, у Мериленду. Остали објекти укључују центар за морске науке у Форт Пирсу, у Флориди, и теренске станице у Белизеу, Аљасци и Кенији.
Процењује се да музеј садржи више од 5000 остатака америчких староседелаца који нису репатрирани.
Једну колекцију од скоро милион примерака птица, гмизаваца и сисара у музеју одржава јединица за биолошка истраживања Геолошког института САД. Овај део је основан 1885. године као јединица за економску орнитологију Министарства пољопривреде. Од фебруара 2018. године, планирано је смањење финансирања јединице.

## Изложбе

### Сала за геологију, драгуље и минерале
Национална колекција драгог камења и минерала једна је од најзначајнијих колекција те врсте у свету. Тренутно се у колекцији налази преко 15.000 појединачних драгуља, као и 350.000 минерала и 300.000 узорака стена и руда. Поред тога, Национална колекција драгог камења и минерала Смитсонијана садржи приближно 45.000 узорака метеорита, укључујући примерке свих познатих врста метеорита, и сматра се једном од најопсежнијих колекција те врсте на свету. Колекција садржи неке од најпознатијих комада драгог камења и минерала, укључујући Хоупов дијамант и Звезду Азије (један од највећих сафира на свету), и рубин Кармен Лусија, један од највећих и највреднијих бурманских рубина на свету.

### Дворана људског порекла
Дворана људског порекла Давида Х. Коха отворена је 17. марта 2010. године, поводом обележавања 100. годишњице музеја. Сала је названа по Дејвиду Х. Коху, који је допринео са 15 милиона долара изложби вредној 20,7 милиона долара.
Сала је „посвећена откривању и разумевању људског порекла“ и заузима 1.400 м2 простора. Ова изложба обухвата 76 људских лобања, свака различите врсте. Свака од ових врста је човек, означен именом рода „Homo“ . Једна од врста која се може наћи у овој галерији је Homo heidelbergensis, који је живео пре 200.000–700.000 година. Поред тога, постоји и женска лобања Homo floresiensis-а, људске врсте која је вероватно изумрла пре само 17.000 година. Изложба укључује интерактивно породично стабло људи које прати шест милиона година еволуције, и галерију „Мењање света“ која се фокусира на питања везана за климатске промене и утицај људи на свет. Основна концептуална идеја дворане је „Шта значи бити човек“ и фокусира се на прекретнице људске еволуције као што су усправно ходање, већи мозак и симболичко размишљање. Такође је обухваћено значајно истраживање Смитсонијана о геолошким и климатским променама које су се догодиле у Источној Африци током значајних периода људске еволуције. Изложба истиче правог фосилног неандерталца и реплике које је направио познати палеоуметник Џон Гурч. Изложба је критикована због умањивања значаја глобалног загревања изазваног људским деловањем.

### Сала фосила
У Сали диносауруса налазе се фосилизовани скелети и модели, укључујући и модел тираносауруса окренутог према моделу трицератопса. Ова изложба трицератопса приказује први тачан скелет диносауруса у виртуелном покрету, постигнут употребом скенирања и дигиталне технологије. Колекција се састоји од 46 „комплетних и важних примерака“ диносауруса.

### Дворана сисара
Узорци сисара су представљени као дела модерне уметности у минималистичком окружењу. Посетиоци откривају еволутивне адаптације сисара изузетно различитим контекстима.
Музеј поседује највећу колекцију кичмењака на свету, скоро двоструко већу од следеће највеће колекције сисара, укључујући историјски важне колекције из деветнаестог и почетка двадесетог века. Његову колекцију су иницирали К. Харт Меријам и Министарство пољопривреде САД (касније Министарство унутрашњих послова), које ју је проширило између 1890-их и 1930-их.

### Зоолошки врт са инсектима
Зоолошки врт инсеката О. Оркина садржи живе инсекте и експонате о инсектима и ентомолозима. Различита станишта су створена како би се показале врсте инсеката који живе у различитим окружењима и како су се прилагодили слатководном језеру, мангровској мочвари, пустињи и кишној шуми. Зоолошки врт спонзорише компанија за сузбијање штеточина Оркин.

### Сала океана
Сала океана отворена је 27. септембра 2008. године и представља највећу реновацију музеја од његовог отварања 1910. године. У дворани се налази 674 морска примерка и модела извучених из преко 80 милиона примерака у укупној колекцији музеја, највећој на свету. Дворана је добила име по породици Роџера Санта, која је донирала 15 милиона долара за изградњу нове дворане и друге повезане програме.
Колекција укључује: северноатлантског кита, модел џиновске медузе Лавовска грива, акваријум од 5.700 литара са живим морским рибама и коралима, једном женком џиновске лигње изложеном у центру хале и мужјаком изложеним са стране, дупљарима и базилосаурусом.

### Афрички гласови
Ова изложба и повезана веб страница „испитују разноликост, динамизам и глобални утицај афричких народа и култура током времена у областима породице, рада, заједнице и природног окружења.“

### Лептири + биљке: Партнери у еволуцији
„Лептири + биљке“ је павиљон живих лептира који омогућава „посетиоцима да посматрају многе начине на које су се лептири и друге животиње развијали, прилагођавали и диверзификовали заједно са својим биљним партнерима током десетина милиона година“.

### Дворана костију
Ова изложба приказује „разноврсне скелете кичмењака груписане по њиховим еволутивним односима“.

## Разни објекти
У доњем нивоу налази се изложба птица, Градска башта станишта птица, са свим птицама селицама и домаћим птицама Вашингтона.
Глобални програм вулканизма смештен је у оквиру Одељења за минералне науке.
Музеј често организује ноћења код деце узраста од 8 до 12 година, преко Смитсонијан асоцијатиса.

### Бердов аудиторијум
Испод ротонде зграде налази се Бердов аудиторијум, назван по другом секретару Смитсонијана, Спенсеру Фулертону Берду. Аудиторијум Берд је завршен 1909. године. Амерички институт архитеката назива Берд аудиторијум „највећим унутрашњим простором музеја“. Према речима архитектонског стручњака др Џона Оксендорфа, „смела геометрија“ Берд аудиторијума у изради плочица „простире се на 27 метара са изванредном плитком куполом од акустичних плочица и могла га је изградити само компанија са деценијама искуства у постављању сводова од плочица“.

## Галерија
- Ротонда дању
- Ротонда ноћу
- Сала диносауруса
- Сала сисара
- Сала сисара
- Сала океана